# Idioma mbabaram
Mbabaram (Barbaram) es una lengua aborigen australiana extinta del norte de Queensland. Era el idioma tradicional del pueblo Mbabaram. Los hablantes conocidos fueron Albert Bennett, Alick Chalk, Jimmy Taylor y Mick Burns. Las grabaciones de Bennett y Chalk se encuentran en el Archivo Audiovisual del Instituto Australiano de Estudios Aborígenes e Isleños del Estrecho de Torres. R. M. W. Dixon describió su búsqueda de un hablante nativo de Mbabaram en su libro "Buscando lenguas aborígenes: memorias de un trabajador de campo". La mayor parte de lo que se sabe del idioma proviene de la investigación de campo de Dixon con Bennett.

## Clasificación
Hasta el trabajo de Dixon sobre el idioma "Barbaram" (como se lo conocía entonces) se pensaba que era demasiado diferente de otros idiomas para ser parte de la familia lingüística Pama-Nyungan. Dixon reveló que descendía de una forma más típica, que quedó oscurecida por cambios posteriores. El propio Dixon (2002), sin embargo, todavía considera que las relaciones genéticas (relación genética (lingüística)) entre Mbabaram y otros idiomas no están probadas.
Albert Bennett identificó el idioma wamin como el idioma más subjetivamente similar al Mbabaram.

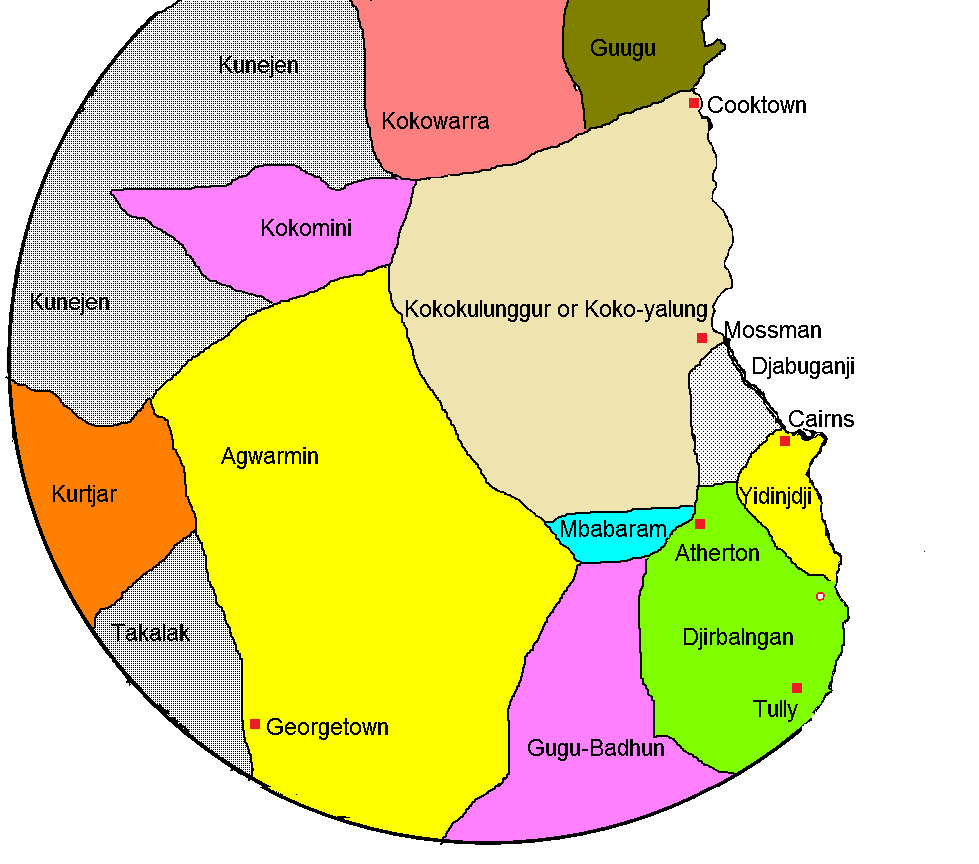
Tierras tradicionales de las tribus aborígenes australianos alrededor de Cairns.

## Distribución geográfica
Mbabaram fue hablado por la tribu Mbabaram en Queensland, al suroeste de Cairns (17°20′S 145°0′E / -17.333, 145.000).
Los dialectos tribales cercanos eran Agwamin, Djangun (Kuku-Yalanji), Muluridji (Kuku-Yalanji), Djabugay, Yidiny, Ngadjan (Dyirbal), Mamu (Dyirbal), Jirrbal (Dyirbal), Girramay (Dyirbal) y warungu. Si bien estos presentaban a menudo inteligibilidad mutua, en diversos grados, con el habla de las tribus adyacentes, ninguno era ni siquiera parcialmente inteligible con el mbabaram. Los Mbabaram a menudo aprendían los idiomas de otras tribus en lugar de viceversa, porque a Mbabaram le resultaba difícil.

## Fonología

### Vocales
|         | Anterior | Central | Posterior |
| ------- | -------- | ------- | --------- |
| Cerrada | i        | ɨ       | u         |
| Media   | ɛ        |         | ɔ         |
| Abierta |          | a       |           |

### Consonantes
|           | Periférica | Periférica | Laminal | Laminal  | Apical     | Apical |
| Bilabial  | Velar      | Palatal    | Dental  | Alveolar | Retrofleja |        |
| --------- | ---------- | ---------- | ------- | -------- | ---------- | ------ |
| Oclusiva  | b          | ɡ ɡʷ       | ɟ       | d̪        | d dʷ       |        |
| Nasal     | m          | ŋ          | ɲ       | n̪        | n nʷ       |        |
| Lateral   |            |            |         |          | l          |        |
| Rótica    |            |            |         |          | r          | ɻ      |
| Semivocal | w          | w          | j       |          |            |        |

### Historia fonológica

#### Vocales
Mbabaram originalmente habría tenido simplemente tres vocales, /i a u/, como la mayoría de los idiomas australianos, pero se produjeron varios cambios para agregar /ɛ ɨ ɔ/ al sistema:
- [ɔ] se desarrolló a partir del original */a/ en la segunda sílaba de una palabra si la primera sílaba comenzaba con */ɡ/, */ŋ/, o */wu/.
- [ɛ] se desarrolló a partir de */a/ original en la segunda sílaba de una palabra si la primera sílaba comenzaba con */ɟ/. (También puede haber ocurrido con /ɲ/ o /ji/, pero no se conocen ejemplos).
- [ɨ] se desarrolló a partir del original */i/ en la segunda sílaba de una palabra si la primera sílaba comenzaba con */ɡ/, */ŋ/ o */w/.
- [ɨ] también se desarrolló a partir del original */u/ en la segunda sílaba de una palabra si la primera sílaba comenzaba con */ɟ/, */ɲ/ o */j/.

Luego se eliminó la primera consonante de cada palabra, dejando la distribución de /ɔ ɛ ɨ/ impredecible.

## Palabra para "perro"
El idioma mbabaram es famoso en los círculos lingüísticos por una sorprendente coincidencia en su vocabulario. Cuando Dixon finalmente logró conocer a Bennett, comenzó su estudio del idioma obteniendo algunos sustantivos básicos; entre los primeros de ellos estaba la palabra para "perro". Bennett proporcionó la traducción en mbabaram, dog. Dixon sospechó que Bennett no había entendido la pregunta, o que el conocimiento de Bennett sobre mbabaram había sido contaminado por décadas de uso del inglés. Pero resultó que la palabra Mbabaram para "perro" era en realidad dúg, siendo muy similar a la inglesa dog, pronunciada casi idénticamente a la palabra en inglés australiano (compárense cognados verdaderos como el Yidiny gudaga,  el Dyirbal guda, el Djabugay gurraa y el Guugu Yimidhirr gudaa, por ejemplo). La similitud es una completa coincidencia: no hay una relación perceptible entre el inglés y el mbabaram. Este y otros falsos cognados advierten contra la percepción de que los idiomas están relacionados en función de un pequeño número de comparaciones léxicas.